# رالف روبرتس
رالف روبرتس (بالإنجليزية: Ralph Roberts)‏ هو متسابق يخت نيوزيلندي، ولد في 1935.

## وصلات خارجية
- رالف روبرتس على موقع اللجنة الأولمبية الدولية (الإنجليزية)
- رالف روبرتس على موقع أوليمبيديا (الإنجليزية)
- رالف روبرتس على موقع اللجنة الأولمبية النيوزيلندية (الإنجليزية)